# Проби
Проби («Досліди», «Есе») (фр. Essais) — найвідоміший твір французького філософа та письменника Мішеля Монтеня, стала першим твором у жанрі есе. Мала величезний вплив для всієї європейської культури.
Вперше виданий у 1580 році у Франції, після чого витримав дуже багато перевидань, три з яких ще за життя письменника.
Свій славетний твір «Проби» («Досліди») Мішель Монтень оприлюднив у сорок сім років. У цій книзі він насамперед намагався відповісти на запитання, яке стало його гаслом: «Що я знаю?» Героєм «Проб» можна вважати саму людську думку, вільну від догматизму і схоластики, не залежну від сильних світу цього, безстрашну, критичну. Завдяки розкутій манері викладу у творі представлено різні літературні жанри: і філософську розвідку, і критичне есе, і повістярське побутописання, і навіть вірші у прозі.
Мовою оригіналу твір Монтеня називається «Есе», що французькою означає «досліди». Але в українській мові слово «есе» має вже зовсім інше значення. Отже, перекладач вирішив повернутись до часів французького філософа, коли ще не було формалізованої наукової термінології.
Не прагнучи створити власну філософську систему, виступив основоположником жанру філософсько-моралістичного есе в європейській культурі. Був загальновідомий як глибокий знавець і тонкий інтерпретатор класичної традиції. Метою творчості Монтеня було написання своєрідного «підручника життя», оскільки на думку Монтеня «немає нічого прекраснішого й виправданого, ніж добре й чесно виконати роль людини».

## Опис
Розвиток раціоналістичної й скептичної думки у Франції закінчився творами Монтеня, а власне його безсмертними «Пробами». Те, що
у Доле, Денеріє, Рабле висловлювалося в формі натяків або під прикриттям різних алегорій, те у Монтеня, коли й не зведено до суцільної системи — бо він був ворогом усякої системи, проявляються в цілому ряді формул і сентенцій, що повстали наслідком його глибоких спостережень над життям і людьми. Оригінальність Монтеня полягає переважно в тому, що в віці захоплення, ентузіазму, боротьби пристрастей, релігійного фанатизму, він є втіленням витривалості та поміркованості, являє собою тип спокійного спостерігача, що зумів заховати повне панування над собою і ясність душі саме в той час, коли навколо нього кипіли різні релігійні та політичні пристрасті. «Проби» Монтеня, це ряд признань, спостережень над самим собою, що йдуть поруч зі спостереженими над природою людського духу загалом. Він обібрав себе як одного з представників людського роду і вистудіював усі порухи своєї душі. Хоча спостереження над прикметами людської природи позбавлені у Монтеня систематичного характеру і висловлюються між іншим і з приводу різних мотивів, то не дивлячись на це у нього, як і у кожного мораліста, є своя вихідна точка, з якої він розглядав різнобарвний світ порухів душі, чеснот і слабостей. Скептицизм Монтеня займає середину між життєвим скептицизмом, що повстав наслідком зневіри, і філософським скептицизмом, в основі якого лежить переконання про непевність людського знання. Рівносторонність і здоровий глузд спасли його від крайнощів як одного, так і другого напрямку. Хоч він і визнає егоїзм головною пружиною людських учинків, але визнає його цілком природним і навіть необхідним для людського щастя, бо коли чоловік буде приймати інтереси інших занадто близько до свого серця, тоді прощай спокій і щастя. Так само він визнає цілком природним і те, що чоловік не має змоги пізнати абсолютної правди й в цьому розумінні вбачав ліки супроти хворобливого на напруження думки, що має намір осягнути те, що недоступне для людського розуму. У своїм скептичнім світогляді Монтень знайшов спокій і моральну рівновагу. «Сумнїв — говорить він — це м'яка подушка для гарно зорганізованої голови». У своєму кабінеті, під власним іменем, написаним на стіні, він намалював дві чарки ваги з написом: «Або я знаю?». У цьому девізі — завважує Прево Парадоль — криється ключ до цілого світогляду Монтеня; він не каже: «Я не знаю»; він піддає сумніву самий сумнів, він каже: по чім знати, на чиїм боці правда? Безстрасне і самоопанування Монтеня дуже нагадують культ духової ясності у стоїків, що вважали найвищою прикметою виробити собі такий настрій духа, при якому ніщо не може захвилювати чи збентежити наш спокій душі. Три філософи далекої минувшини мали величезний вплив на Монтеня — Епікур, Сенека і Плутарх. Перший проповідував культ особистого щастя і в цьому пункті Монтень близько підходить до нього, бо і його мораль, зрештою, зводиться до того, аби зуміти бути щасливим. Два інші письменники були його приятелями й порадниками в сумні хвилини життя, спричинились до вироблення тої ясності духу, яку він подібно до стоїків вважав за необхідну умову людського щастя. Плутарха він ставив вище над Сенеку і називав його своїм «требником». Та з огляду на те, що у Плутарха не було строгої і ясної системи моралі, хоч він і хилився до скептицизму, Монтень, по природі своїй ворог усякої системи, охоче брав у нього різні анекдоти, психологічні зауваги, але висновки з них робив
власні.
Від такого скептика, яким був Монтень, важко чекати проповіді яких будь моральних ідеалів. Мораль Монтеня, скільки можливо її зрозуміти на підставі різних місць із його «Пробів», досить часто суперечних, збудована на культурі особистого щастя, взагалі має епікурейський характер, але є в ньому деякі риси, що нагадують мораль стоїків. Уважаючи метою людського життя — досягти щастя, він оцінює саму чесноту і моральний обов'язок на стільки, на скільки вони не суперечать його головному принципові ; всяке силування людської природи в ім'я абстрактної ідеї обов'язку видавалось йому божевіллям. «Хіба останньою метою чесноти, — каже він — не є те моральне задоволення, яке вона приносить із собою?» По думці Монтеня чоловік існує не для того, аби витворювати собі певні моральні ідеали й стриміти наближатись до них, а для того, щоб жити й бути щасливим. «Я живу з дня на день — каже Монтень — і кажучи щиро, живу лише для самого себе. Відповідно до такого погляду Монтень уважає головними обов'язками чоловіка — обов'язки супроти самого себе. Обов'язок цей вичерпується оцими словами Платона, що їх наводить Монтень: „Роби своє діло і пізнай самого себе!“ Останній обов'язок, по думці Монтеня, найголовніший, бо щоб з успіхом робити своє діло, треба вистудіювати власний характер, свої симпатії, розміри своїх сил, взагалі
пізнати самого себе. Потім іде другий обов'язок — виховати себе для щастя, то є, виробити такий стан духа, при якому щастя відчувається сильніше, а нещастя слабше. Нещастя бувають двоякі: 1) нещастя неминучі, т. з, об'єктивні, як от смерть близьких людей, каліцтво, сліпота і т. ін, і 2) нещастя суб'єктивні (незадоволення, честолюбство, бажання багатства, влади тощо). які можна зменшити працею над собою. Обов'язок чоловіка боротися як
з одними, так і з другими: перші треба переносити покірно, як неминуче зло, піклуватись розважити себе, замінити хиби одного органу подвійною діяльністю другого; щодо нещасть іншого роду, то супроти них треба ставитися з філософським поглядом, тоді значною мірою зменшиться їхня гострота. Далі за обов'язками чоловіка у відношенні до самого себе йдуть обов'язки у відношенні до інших людей. По думці Монтеня відносини цього роду регулюються принципом справедливості: кожному чоловікові треба віддавати те, що слід, не забуваючи про справедливість у відношенні до самого себе. Треба бути справедливим у відношенні до жінки, поводитися з нею коли не з любов'ю, то з повагою, так само треба поводитися з дітьми, піклуючись про їхнє виховання. Той сам принцип
мусить панувати й в відносинах до приятелів, на приязнь яких треба відповідати такою самою приязню. Ворог усякої пересади або сентиментальності, Монтень переконаний, що строго переведений принцип справедливості більше ніж який інший здатен забезпечити щастя як усіх інших людей, так і наше особисте. Думку про відносини чоловіка до держави Монтень формулює ось як: перший обов'язок кожного містянина — повага до існуючого порядку. Як у сфері моральній він не виставляв жодних ідеалів, так само не вірить їм і у сфері політичній. На його думку, бажати зруйнування існуючого ладу задля тих хиб, які є в ньому, це все одно, як би хто вважав хворобу смертю. Кожний містянин мусить підтримувати ту партію, яка піклується про підтримування існуючого status quo, бо реформи, навіть незначні, підкопують довіру до старих інституцій і тому негативно впливають на звичаї. Єдине, що по його словам дозволено містянину, який помічає хиби існуючого ладу, це дбати про те, щоб він не погіршився ще більше. Консерватизм Монтеня, що опатрається з одного боку на його скептицизм, на його недовіру до всяких політичних ідеалів, з другого на дбання про власний спокій, робить досить сумне враження. Дійсно, у світогляді Монтеня є щось хирне, зниділе, щось таке, що сумежить із буддизмом. Невеличкий по розмірам, але інтересний змістом розділ „Проб“ Монтеня присвячений питанню про виховання. Це глава 24 і 25 його першої книги та 17 глава другої. Познайомитись із поглядами Монтеня на завдання виховання тим більше потрібно, що вони мали досить значний вплив на пізніші системи педагогічні Локка і Руссо. Чого треба навчати дітей? — запитав хтось у спартанського царя Аґезілая. — Того — відповів мудрий цар — що вони почнуть робити, коли стануть дорослими». Ці — слова, це вихідна точка Монтеня. Головна хиба сучасного виховання по думці Монтеня лежала в праці над одною пам'яттю, в обвантажені дитинячого розуму такими відомостями, які ніколи потім йому не були здатні ні на що в житті. По думці Монтеня мета виховання полягає не в тім, аби з дитини зробити фахівця-правника або медика, але щоб він був мужем твердої волі, сильного і в купі гнучого характеру, чоловіком, що вміє розумно тішитись щастям і зі стоїцизмом переносити ті нещастя, які посилає йому доля. Таким робом розвиток розуму і формування характеру, ось головні завдання виховання. Розвиток фізичний у Монтеня, так само як і у Рабле, мусить іти поруч із розумовим; і в цій точці без сумніву відбився вплив Рабле, але останній як медик більше цікавився фізичним виховання, тоді як Монтень в ролі мораліста дав перевагу розумовому і моральному вихованню. «Тканина людського життя — завважує він — складається з подій, незалежних від чоловіка, і із подій фізичних або розумових, які залежать від нього; дякуючи їм він сам може впливати на події. Ergo, перш усього треба розвивати волю — здібність діяльну і розум — здібність розсудливу. Наука не мусить бути тільки працею над пам'яттю, але також і над розумом, мусить привчати його до самостійного
думання». Щоб виховане мало розумну ціль, на думку Монтеня, треба наперед пізнати вдачу і нахили дитини; не треба напихати її силою різні відомості, не застрашувати карами, але ступнево й уважно треба прислухатися до голосу її власної розвивальної свідомості. Монтень рішучо відкидає право вчителя формувати на власний зразок розум дитини; учитель не повинен кермувати вчинками дитини своїм авторитетом і примушувати, аби вона приймала його слова на віру — все мусить бути доказане і самостійно перероблене в розумі дитини. По думці Монтеня все може бути темою навчальної розмови: кімната, стіл, крісло, ранок, вечір і т.д., про все можна говорити навчаючим робом, не роблячи насилля над розумом дитини, але підіймаючи і задовольняючи її цікавість. Щодо морального розвитку, то Монтень, занятий переважно розвитком розуму, звертає на нього менше уваги і радить розвивати у дітей лише щирість і любов до правди.

## Есе
1. «Що люди різними шляхами приходять до одного кінця»
2. «Печаль чи скорбота»
3. «Що наші почуття виходять за межі нас»
4. «Що душа витрачає свої пристрасті на фальшиві об'єкти»
5. «Чи піде сам губернатор на переговори»
6. «Час переговорів небезпечний»
7. «Що намір є суддею наших дій»
8. «Про неробство»
9. «Брехуни»
10. «Швидка чи повільна мова»
11. «Прогнози»
12. «Постійності»
13. «Церемонія співбесіди принців»
14. «Що чоловіків справедливо карають за впертість»
15. «Про покарання боягузтва»
16. «Процедури деяких послів»
17. «Страху»
18. «Не судити про наше щастя до смерті»
19. «Вивчати філософію означає навчитися помирати»
20. «Уява»
21. «Що прибуток однієї людини є збитком для іншої»
22. «Звичай; ми не повинні легко змінювати отриманий закон»
23. «Різні події від одного адвоката»
24. «Педантичність»
25. «Про виховання дітей»
26. «Нерозумно вимірювати істину й помилку нашими власними можливостями»
27. «Про дружбу»
28. «Дев'ять і двадцять сонетів Естьєна де ля Буаті»
29. «Поміркованість»
30. " Канібалів "
31. «Що людина тверезо судить про божественні постанови»
32. «Ми повинні уникати задоволень, навіть ціною життя»
33. «Часто спостерігають, що доля діє за правилом розуму»
34. «Про один недолік нашого уряду»
35. «Про звичай носити одяг»
36. «Про Катона Молодшого»
37. «Що ми сміємось і плачемо через те саме»
38. «Самотність»
39. «Міркування про Цицерона»
40. «Смакування добра і зла залежить від нашої думки»
41. «Не принижувати людську честь»
42. «Про нерівність між нами»
43. «Про розкішні закони»
44. «Про сон»
45. «Битва при Дре»
46. «Імена»
47. «Про невизначеність нашого судження»
48. «Бойових коней, або Дестрієр»
49. «Стародавні звичаї»
50. «Про Демокріта і Геракліта»
51. «Про марноту слів»
52. «Про скупість стародавніх»
53. «Висловлювання Цезаря»
54. «Марних тонкощів»
55. «Запахи»
56. «Молитви»
57. «Вік»

Книга 2
1. «Про непостійність наших дій»
2. «Про пияцтво»
3. «Звичай острова Сеа»
4. «Завтра новий день»
5. «Совість»
6. «Використання робить ідеальним»
7. «Відзнаки честі»
8. «Про прихильність батьків до дітей»
9. «Зброя парфян»
10. «Про книги»
11. «Жорстокість»
12. «Вибачення за Раймонда Себонда»
13. «Про суд над чужою смертю»
14. «Що наш розум сам собі заважає»
15. «Що наші бажання посилюються труднощами»
16. «Слави»
17. «Презумпція»
18. «Про брехню»
19. «Про свободу совісті»
20. «Що ми не куштуємо нічого чистого»
21. «Проти неробства»
22. «Опублікування»
23. «Злими засобами, використаними для благої мети»
24. «Про римську велич»
25. «Не фальсифікувати себе хворим»
26. «Великі пальці»
27. «Боягузтво — мати жорстокості»
28. «Всьому свій час»
29. «Чесноти»
30. «Про жахливу дитину»
31. «Гнів»
32. «Захист Сенеки і Плутарха»
33. «Історія Спуріни»
34. «Спостереження про війну за Юлієм Цезарем»
35. «Про трьох добрих жінок»
36. «З найвидатніших людей»
37. «Про схожість дітей з батьками»

Книга 3
1. «Про прибуток і чесність»
2. «Покаяння»
3. «Трьох комерцій»
4. «Диверсія»
5. «Про деякі вірші Вергілія»
6. «З тренерів»
7. «Про незручність величі»
8. «Мистецтво конференції»
9. «Марнославства»
10. «Управління волею»
11. «Калік»
12. «Про фізіогноміку»
13. «Досвід»

## Українські переклади
- Мішель Монтень. Проби: в 3 Т. / Пер. з фран. Анатолія Перепаді. — Київ: Дух і Літера, 2005—2007. ISBN 966-7888-91-6
- Мішель Монтень. Проби: вибране / М. Монтень; пер. з фр. та примітки А. О. Перепаді; післямова В. Л. Скуратівського; худож.-оформлювач Б. П. Бублик. — Харків: Фоліо, 2012. — 443 с. — (Б-ка світ. літ-ри). — ISBN 978-966-03-5103-5, ISBN 978-966-03-5105-9.